# Clubiona furcata
Clubiona furcata este o specie de păianjeni din genul Clubiona, familia Clubionidae, descrisă de Emerton, 1919. Conform Catalogue of Life specia Clubiona furcata nu are subspecii cunoscute.